# توماس غريفيث هايت
توماس غريفيث هايت (بالإنجليزية: Thomas Griffith Haight)‏ هو محامي وقاضي أمريكي، ولد في 4 أغسطس 1879، وتوفي في 26 يناير 1942.